# Fyr og Flamme
Fyr og Flamme és un duo musical danès compost de Jesper Groth i Laurits Emanuel.
El 2020 el grup va treure el seu primer senzill, «Menneskeforbruger», que va assolir la primera posició en la llista de vendes danesa. El desembre 2020 va llençar el seu segon senzill, Kamæleon. El març de 2021, Fyr og Flamme va guanyar Dansk Melodi Grand Prix, la preselecció danesa pel Festival de la Cançó d'Eurovisió. Participarà en el Festival de la Cançó d'Eurovisió 2021 amb la cançó «Øve os på hinande». És la primera vegada des del 1997 que Dinamarca envia una cançó completament en danès al festival.